# Фадеев, Александр Ильич
Александр Ильич Фадеев (1911—1999) — полковник Советской Армии, участник Великой Отечественной войны, Герой Советского Союза (1946).

## Биография
Александр Фадеев родился 23 апреля 1911 года в деревне Покровское (ныне — Истринский район Московской области). В 1930 году переехал в Москву. Учился в Московском строительном техникуме гражданских сооружений, занимался в аэроклубе. В 1934 году Фадеев был призван на службу в Рабоче-крестьянскую Красную Армию. В 1936 году он окончил Одесскую военную авиационную школу пилотов. Участвовал в польском походе и советско-финской войне. С начала Великой Отечественной войны.
К марту 1945 года гвардии майор Александр Фадеев командовал эскадрильей 96-го гвардейского бомбардировочного авиаполка 301-й бомбардировочной авиадивизии 3-го бомбардировочного авиакорпуса 16-й воздушной армии 1-го Белорусского фронта. К тому времени он совершил 168 боевых вылетов на воздушную разведку скоплений боевой техники и живой силы противника, его важных объектов и глубокого тыла, принимал активное участие в 69 воздушных боях. В результате проведённых Фадеевым бомбардировок противнику были нанесены большие потери.
Указом Президиума Верховного Совета СССР от 15 мая 1946 года за «образцовое выполнение боевых заданий командования на фронте борьбы с немецкими захватчиками и проявленные при этом отвагу и геройство» гвардии майор Александр Фадеев был удостоен высокого звания Героя Советского Союза с вручением ордена Ленина и медали «Золотая Звезда» за номером 7039.
После окончания войны Фадеев продолжил службу в Советской Армии. В 1951 году он окончил курсы усовершенствования офицерского состава. В 1957 году в звании полковника Фадеев был уволен в запас. Проживал в Москве.
Скончался 25 января 1999 года, похоронен на Ваганьковском кладбище Москвы.
Был также награждён четырьмя орденами Красного Знамени, орденом Александра Невского, двумя орденами Отечественной войны 1-й степени, орденом Красной Звезды и рядом медалей.